# William Cary
William Cary, angleški optik, * 1759, † 1825.

## Življenjepis
William je bil brat kartografa Johna Caryja (1754-1835). Njuna družba Cary je izdelala nekaj najboljših globusov tistega časa. Uporabljala sta izredno kakovosten papir in tiskarske tehnike, tako da so se njuni globusi zelo dobro ohranili. Njuno delo sta nadaljevala sinova George in John Cary.